# ホワイトシャドウ
『ホワイトシャドウ』 (White Shadow) は、1987年4月15日にフェアリーダストより発売されたアダルトアニメ。

## 概要
1987年当時、『くりいむレモン』シリーズで好調期にあったフェアリーダストが、同じく好調期にあったAICとの共同制作をセールスポイントに挙げていた、『新くりいむレモン』シリーズの第2弾である。
キャラクターデザイン・作画監督は、1986年の一般OVA『メガゾーン23 PART II　秘密く・だ・さ・い』の原画でAICのプロデューサーに注目されていたうるし原智志が担当している。うるし原は本作がデビュー作であったが、18禁である本作ではスタッフの個人名義は伏せられており、AICもエンディングクレジットでは便宜上、「AIC2」と表記されていた。そのため、後年にうるし原がよしもときんじらと共に立ち上げた有限会社オフィス・アースワークの公式サイトで本作を自らの担当作品一覧に掲載するまでは、これらの詳細は不明なままであった。
本編については、シナリオにホラー映画の要素が含まれており、アダルトアニメの華であるセックスシーンには吸血鬼系作品からの影響が見られる。なお、1994年の画集『SATOSHI URUSHIHARA CELL WORKS』でのインタビューによれば、うるし原はシナリオの内容に満足できず、プロデューサーへ変更を申し入れたが、すでに演出などまで決定済みだったため、次回作の一般OVA『極黒の翼バルキサス』を好きに作らせてもらうことを条件に仕方なく引き受けたとの旨を、本作の名前を伏せながら明かしている。一方、2005年の画集『うるし原智志ビジュアルワークス 〜フロントイノセントvol.1より〜』では本作が名前はおろか本編も合わせて紹介されており、うるし原へのインタビューによれば彼が20歳前に任された初めての作品である本作は、まだ若造だったゆえに周囲には茶化されたものの一生懸命さは汲んでもらえたといい、ヒロインの乳首の色については茶色にして欲しいと色指定に頼んだほか、乳揺れやカーセックスについては車中の狭い感じを出そうと研究した結果、完成した本編を見た制作会社の社長に呆れられつつも褒められて嬉しかったが、セックスシーンに動画枚数を注ぎ込まなければいけないことから、「新体操ものなのに新体操シーンはほとんど動かない」との意見もあったという。
北米版正規DVDも存在するが、日本国内では入手不可。
1996年3月29日には、スピンオフ作品としてPC-9801用アダルトゲーム『赤い水晶の瞳』が発売された（1997年9月12日には、Windows 95用も発売された）。キーアイテムの赤く輝くペンダントが登場するほか、舞台設定に本作との共通点が存在する。

## あらすじ
夕陽に包まれた英愛学園の体育館には、翌日の新体操全国大会に備えて練習に励むレオタード姿の麻美と、彼女に同じ想いを寄せながら見守る同級生の祥太と一郎の姿があった。
祥太は麻美との下校中、自宅から持ち出していた赤く輝くペンダントを彼女に贈ると、唇を奪う。続いて胸元へ手を伸ばす祥太を拒絶した麻美は、彼を突き飛ばして自宅へ駆け込むと、首からペンダントを引きちぎって立鏡の前に置く。
その夜中、就寝中の麻美の部屋で立鏡内の光景が歪み、渦を巻いていく。まもなく、目を覚ました麻美の周囲は異空間と化しており、彼女は全裸となっていた。麻美は招かれた先の庭園で乱交に耽る全裸の男女たちの1人にペンダントを奪われ、悲鳴と共に倒れてしまう。そんな自らの様子を、麻美は傍らに立ちすくみながら見つめていた。倒れた麻美が消え失せると、そこにあったペンダントは一陣の雷光と化して飛び立ち、見つめていた麻美の胸元へ襲いかかる。
翌朝、目覚めと共に淫夢を見ていた自らを恥じる麻美の首には、立鏡の前へ置いたはずのペンダントがあった。
その日の新体操全国大会予選。昨日の行いを後悔していた祥太が帰路へ就こうとすると、そこにはレオタード姿にトレーニングウェアを着た麻美が立っていた。笑みと共に手を取って歩き始めた麻美に祥太は戸惑いながらも、彼女の後に続く。
無人の駐車場で麻美は大型セダンのドアを開け、祥太に後部座席への乗車を促す。ドアを施錠しても太腿は隠そうとしない麻美に祥太は理由を問うが、彼女は平然と「昨日の続き」を提案して上半身裸となり、祥太に覆いかぶさった。祥太が昂奮し、麻美に導かれるまま共に全裸となって交わると、車内はたちまち彼らの嬌声に満ちていく。
やがて、祥太は麻美の耳元で絶頂が近いことを吐露するが、彼女の表情が男を蔑む妖しい笑みへ変わっていることや、麻美と快楽を貪り合う自らの肉体が干乾び始めていることには、気付いていなかった。まもなく、骨と皮だけにまで干乾びた祥太の身体は、絶頂と同時に赤い閃光を放ちながら消滅する。麻美は冷めた表情で後部座席を見下ろすと、衣服を着直して車内から立ち去った。
祥太を殺害した麻美の正体は彼女の身体を乗っ取った別の存在（以下：「もう1人の麻美」）であり、本物の麻美はペンダント内に閉じ込められ、鏡を介して「もう1人の麻美」へ抗議することしかできなくなっていた。その夜、入浴していた「もう1人の麻美」は次に一郎を狙う旨を鏡内の麻美に宣言し、彼女の自室のベッドにて平然とオナニーに耽ってみせる。
後日、行方不明の祥太を探す一郎は「もう1人の麻美」に麻美の自宅へ招かれ、妖しい色気に抗えずセックスに耽る。その途中、一郎は鏡内の麻美の存在に気づき、「もう1人の麻美」の首に光るペンダントが元凶であることを看破すると、それを引きちぎる。弱体化した「もう1人の麻美」は、一郎がペンダントを床へ投げつけて砕いたことにより、悲鳴を上げながら閃光と共に消滅する。室内の鏡が砕け散る中、元の身体にて気絶している麻美を、一郎は抱き起こす。
すべてが終わった後、麻美は一郎と寄り添いながら歩んでいくこととなる。

## 登場人物
他の『くりいむレモン』シリーズ同様に有名声優を起用しているが、名義は非公開。
麻美（まみ）
本作のヒロイン。英愛学園の新体操部のエースで優れた運動神経を持つことから、新体操全国大会予選優勝候補No.1と期待されている。レオタード姿に浮かび上がるプロポーションは、祥太が目のやり場に困るほど抜群。新体操の最中は、栗色のセミロングヘアをポニーテールにしている。
同級生かつ友人である祥太と一郎から想いを寄せられており、前者とはすでにガールフレンドの仲であるが、麻美自身は祥太より奥手であるため、最後の一線はまだ越えていない。
もう1人の麻美
淫らな悪夢を通じて麻美の身体を乗っ取り、本来の麻美を赤く輝くペンダントに閉じ込めた存在。本項では便宜上、こう表記する。奔放かつ傲慢な性格をしている。
祥太（しょうた）
麻美や一郎とは同級生で友人の少年。自宅が英愛学園から見て麻美と同じ方向にあることからも、彼女との接点には一郎より恵まれており、すでにボーイフレンドの仲となっている。麻美との最後の一線を越えたがっているが、それはまだ叶っていない。
新体操全国大会予選を前に自宅から持ち出したペンダントを麻美に贈るが、念願の初体験が叶うも「もう1人の麻美」による妖しい快楽の果てに干乾び、絶頂と同時に赤い閃光を放ちながら崩壊を経て消滅するという最期を迎える。
一郎（いちろう）
麻美や祥太とは同級生で友人の少年。麻美に想いを寄せているが、祥太には一歩先を行かれており、残念に思っている。
悪夢の中の男女たち
麻美がペンダントによって見せられた、淫らな悪夢に登場。同じ顔をした女性2人はベッドから降りた麻美にローブを羽織らせ、その他の男女多数は噴水のある池を持つ洋風の庭園の各所で乱交に耽っている。